# 卡尔·马克思大院

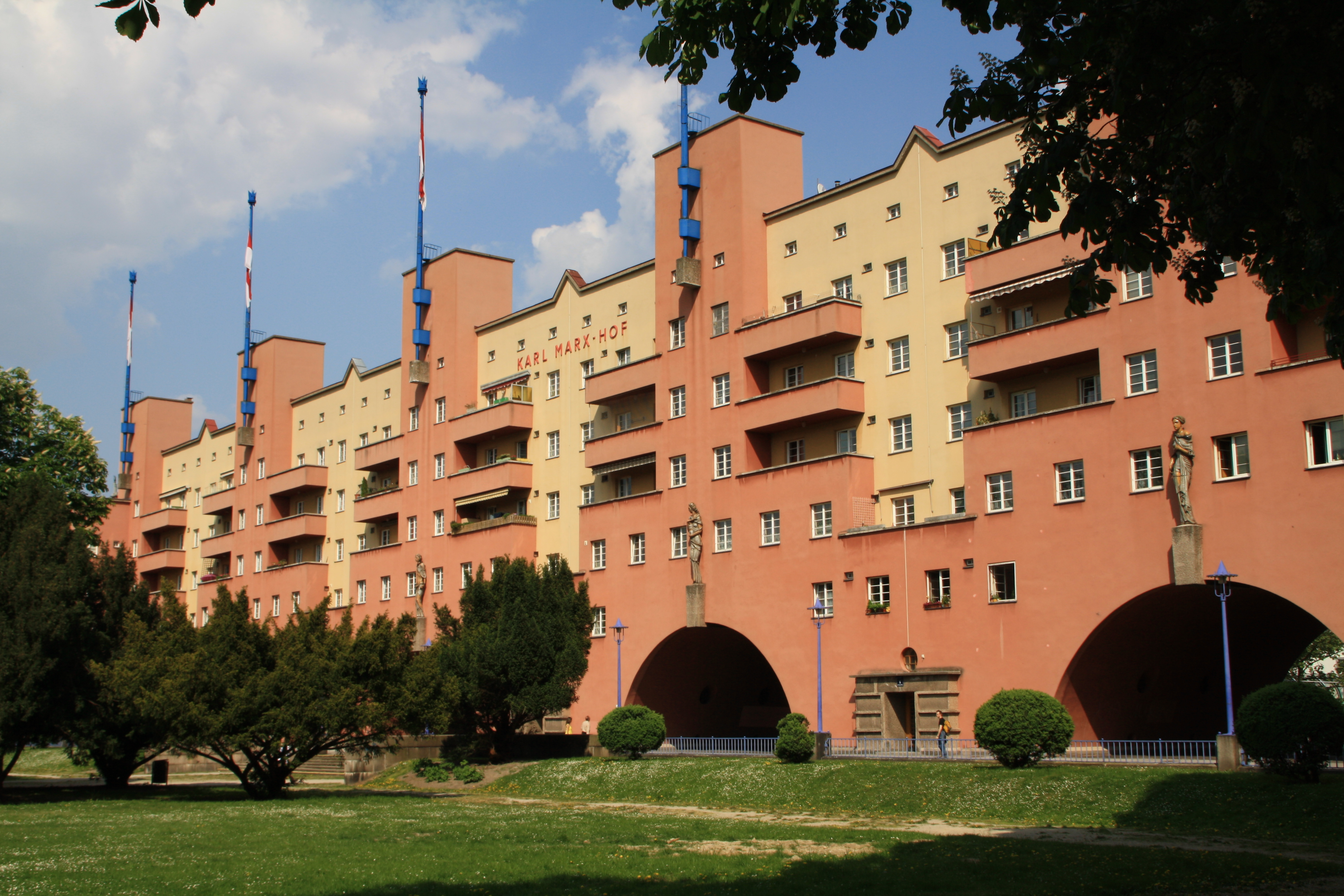
12.Februar-Platz

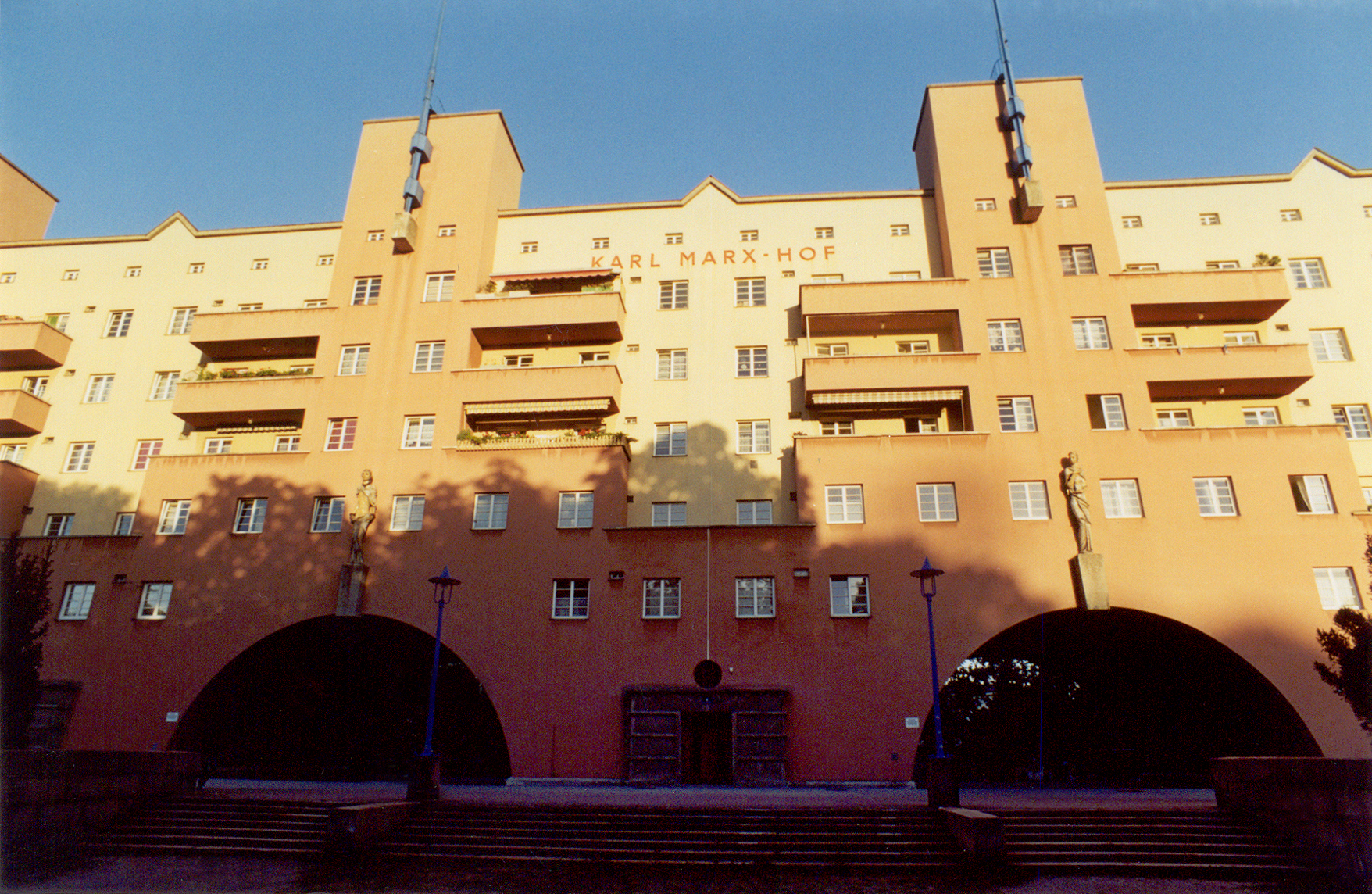
卡尔马克思大院

卡尔马克思大院（德語：Karl Marx-Hof）是奥地利维也纳的一座著名大型公共住宅（Gemeindebau），位于第19区德布灵的海利肯施塔特（Heiligenstadt）社区。卡尔马克思大院长达1100米，跨四个路面电车站，为世界上最长的单体建筑。

## 历史
卡尔马克思大院的所在地直到12世纪，仍位于多瑙河水下，水深足可供船舶行驶。到1750年，神圣罗马帝国皇帝约瑟夫二世下令抽干余下的水池，兴建花园。奥地利社会民主党控制的市议会将此处改建为卡尔马克思大院，聘请本地及国际知名的建筑师。
卡尔马克思大院建于1927年和1930年之间，由城市规划师Karl Ehn（奥托·瓦格纳的追随者）设计，包括1,382套公寓（每套面积30-60平方米），称为“无产阶级的戒指路”。卡尔马克思大院长达1100米，但只有18.5％（156,000平方米）的面积为建筑区，其余部分开发成游乐区和花园。设计容纳人口5,000人，以及洗衣店、浴室、幼儿园、图书馆、诊所和写字楼等设施。
1934年奥地利内战的二月起义期间，起义者占据卡尔马克思大院，后因遭火炮炮轰被迫投降奥地利军队、警察和法西斯。德奥合并期间，卡尔马克思大院改名海利肯施塔特大院（Heiligenstädter Hof），1945年又改回原名。卡尔马克思大院曾受重炮损坏，1950年代修复。《夜间门房》等电影在此拍摄。1989年和1992年间，该建筑重新翻修。

## 外部連結
- Video on the Karl-Marx-Hof and Red Vienna （页面存档备份，存于）
- YouTube上的Karl-Marx-Hof: The Longest Building In The World?
- 卡尔·马克思大院（德国国家图书馆目录相关文献）
- Alexander Musik – Karl-Marx-Hof. Mein Heim, meine Burg. （页面存档备份，存于）
- Das Rote Wien im Waschsalon Karl-Marx-Hof （页面存档备份，存于）
- Neue Zürcher Zeitung vom 2. Juni 2014: Rundgang durch den Wiener Karl-Marx-Hof. Die rote Festung steht noch （页面存档备份，存于）

48°15′10″N 16°21′54″E / 48.25278°N 16.36500°E